# Джузеппе Піллон
Джузеппе Піллон (італ. Giuseppe Pillon; 8 лютого 1956, Преганцьоль, Венето) — італійський футболіст і футбольний тренер. Як тренер працює переважно з клубами італійської Серії B.

## Кар'єра

### Клубна кар'єра
Джузеппе Піллон є вихованцем «Ювентуса». Однак потрапити до основного складу «Старої синьйори» йому не вдалося. Більшу частину своєї кар'єри півзахисник був змушений провести у клубах Серії С1 та С2.

### Кар'єра тренера
Ставши наставників, Піллон досяг успіхів з «Тревізо». Усього за три роки він пройшов шлях із командою від Серії D до Серії B. За такий ривок тренер отримав Срібну лаву.
Потім фахівець працював із рядом команд Серії B, аж поки 2005 року не отримав пропозицію очолити «К'єво». Уже в дебютний сезон «летючі віслюки» під керівництвом Піллона посіли небувало високе сьоме місце Серії A, яке після корупційного скандалу Кальчополі перетворилося на четверте, що дає право виступити в Лізі чемпіонів. Однак наступний сезон у Піллона біля керма «К'єво» не склався. У кваліфікації Ліги чемпіонів команду вибив болгарський «Левськи» (0:2, 2:2), і після невдалого старту тренер поступився своїм місцем у клубі Луїджі Дельнері.
У грудні 2008 року фахівець повернувся до Серії А, змінивши Невіо Орланді на посаді наставника «Реджини». Однак головним тренером команди він пробув лише чотири тури. У них вона набрала всього одне очко, і Піллон був замінений на того ж Орланді.
У 2010 році фахівець очолив Ліворно, але повернути клуб в еліту він не зміг. Потім Піллон працював із кількома клубами Серії B. У квітні 2018 року він змінив Зденека Земана біля керма «Пескари».
2 грудня 2020 року був призначений головним тренером «Трієстини», яка претендувала на підвищення в Серії С, змінивши на цій посаді Карміне Гаут'єрі. Сезон він завершив на 6-му місці в групі B Серії С, програвши в першому раунді плей-офф «Віртусу» з Верони. 4 липня 2021 року контракт с клубом «Трієстина» був розірваний.

## Титули і досягнення
- Нагорода «Срібна лава» (1): 1997